# DDR-Straßen-Radmeisterschaften
Die DDR-Straßen-Radmeisterschaften wurden von 1950 bis 1990 vom Deutschen Radsport-Verband der DDR (DRSV) durchgeführt. Neben dem Einzel-Straßenrennen (ab 1950) standen Einzelzeitfahren (seit 1975), 100-km-Mannschaftszeitfahren, Kriterium (von 1970 bis 1984) sowie im Bergzeitfahren (seit 1964) für die Männer auf dem Programm. Für Frauen wurde seit 1956 das Einzel-Straßenrennen ausgerichtet und damit 14 Jahre, bevor es die erste Meisterschaft für Frauen in der Bundesrepublik Deutschland gab. Alle Sportler galten offiziell als Amateure.

## Resultate

### Männer

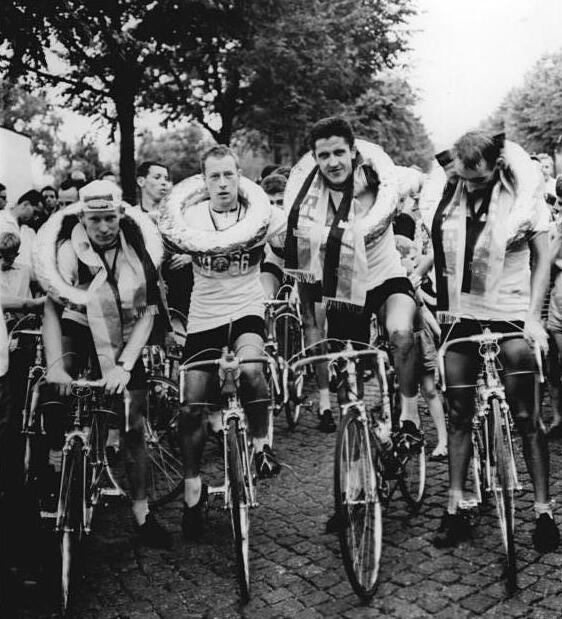
1966 wurde der SC Dynamo DDR-Meister im Mannschaftszeitfahren (v. l. n. r.): Axel Peschel, Kurt Müller, Lothar Appler und Eberhard Butzke

| Jahr     | Straßenmeister      | Jahr | Straßenmeister        |
| -------- | ------------------- | ---- | --------------------- |
| 1949 (1) | Georg Sternberg     | 1970 | Axel Peschel          |
| 1950     | Edgar Schatz        | 1971 | Manfred Radochla      |
| 1951     | Werner Gallinge     | 1972 | Wolfgang Wesemann     |
| 1952     | Lothar Meister I    | 1973 | Dieter Gonschorek     |
| 1953     | Bernhard Trefflich  | 1974 | Hans-Joachim Hartnick |
| 1954     | Gustav-Adolf Schur  | 1975 | Hans-Joachim Hartnick |
| 1955     | Horst Tüller        | 1976 | Detlef Kletzin        |
| 1956     | Erich Hagen         | 1977 | Thilo Fuhrmann        |
| 1957     | Gustav-Adolf Schur  | 1978 | Thilo Fuhrmann        |
| 1958     | Gustav-Adolf Schur  | 1979 | Martin Goetze         |
| 1959     | Gustav-Adolf Schur  | 1980 | Martin Goetze         |
| 1960     | Gustav-Adolf Schur  | 1981 | Olaf Jentzsch         |
| 1961     | Gustav-Adolf Schur  | 1982 | Falk Boden            |
| 1962     | Klaus Ampler        | 1983 | Bodo Straubel         |
| 1963     | Klaus Ampler        | 1984 | Uwe Ampler            |
| 1964     | Rüdiger Tanneberger | 1985 | Martin Goetze         |
| 1965     | Siegfried Huster    | 1986 | Olaf Ludwig           |
| 1966     | Siegfried Huster    | 1987 | Uwe Ampler            |
| 1967     | Dieter Grabe        | 1988 | Martin Goetze         |
| 1968     | Bernd Patzig        | 1989 | Olaf Ludwig           |
| 1969     | Dieter Mickein      | 1990 | Jens Heppner          |

| Jahr | Meister               |
| ---- | --------------------- |
| 1970 | Axel Peschel          |
| 1971 | Michael Schiffner     |
| 1972 | Dieter Gonschorek     |
| 1973 | Dieter Gonschorek     |
| 1974 | Michael Schiffner     |
| 1975 | Hans-Joachim Hartnick |
| 1976 | Hans-Joachim Hartnick |
| 1977 | Burkhard Freese       |
| 1978 | Hans-Joachim Hartnick |
| 1979 | Burkhard Freese       |
| 1980 | Falk Boden            |
| 1981 | Martin Goetze         |
| 1982 | Bernd Drogan          |
| 1983 | Martin Goetze         |
| 1984 | Olaf Jentzsch         |
| 1990 | Erik Zabel            |

#### Mannschaftszeitfahren (100 km)
| Jahr     | Meister | Jahr | Meister                                                                                                |
| -------- | --- | ---- | --- |
| 1949 (1) | 1. BSG KWU Erfurt (Horst Heinemann, Heinz Keil, Paul Scherner, Siegfried Topf, Bruno Zieger, Hans Zierfuß) | 1970 | SC DHfK Leipzig (Manfred Dähne/Bernd Knispel/Michael Schiffner/Horst Wagner)                           |
| 1950     | 1. RV Semper Berlin (Werner Gräbner, Willi Elsner, Rudi Kirchhoff, Erich Schulz, Werner Lepke, Horst Bräunlich) 2. BSG Stahl Südwest Leipzig (Otto Busse, Johann Czikowski, Josef Ernst, Gustav Dreßler, Gerd Thiemichen, Franz Heller) 3. BSG Diamant Chemnitz (Werner Fritsche, Helmut Lohse, Henry Urban, Hans Friese, Karl Mally, Rudi Seidenglanz)                       | 1971 | SC DHfK Leipzig (Manfred Dähne/Bernd Knispel/Michael Schiffner/Erwin Raidt)                            |
| 1951     | 1. BSG Aufbau Börde Magdeburg (Horst Gaede, Gustav Adolf Schur, Kurt Hünerbein, Jochen Sauer, Horst Schumann, Heinz Höhne) 2. BSG Einheit Berliner Bär (Werner Gallinge, Heinz Gleinig, Werner Malitz, Heinz Sippli, Ronald Maraun, Gerd Poppke) 3. Rotation Berlin | 1972 | SC Dynamo Berlin (Volker Schönfeld/Horst Brauer/Günter Bertram/Wolfgang Fiedler)                       |
| 1952     | 1. BSG Wismut-Dwigatel Chemnitz (Fritz Funke, Lothar Meister, Horst Siegel, Werner Weber, Henry Türke, Heinz Fichtner) 2. BSG Einheit Berliner Bär II (Werner Malitz, Walter Nickel, Ronald Maraun, Karl Wiemer, Heinz Neukirch, Adolf Knöchelmann) 3. BSG Einheit Berliner Bär I (Fritz Jährling, Heinz Drescher, Heinz Gleinig, Heinz Sippli, Werner Gallinge, Gerd Poppke) | 1973 | ASK Vorwärts Frankfurt (Oder) (Karl-Dietrich Diers/Dieter Gonschorek/Detlef Kletzin/Wolfgang Wesemann) |
| 1953     | 1. BSG Wismut Karl-Marx-Stadt (Fritz Funke, Lothar Meister I, Horst Siegel, Bernhard Trefflich, Werner Weber, Reichmann) 2. BSG Post Berlin (Hans Weihe) 3. BSG Einheit Berliner Bär | 1974 | ASK Vorwärts Frankfurt/O (Dieter Gonschorek/Wolfgang Wesemann/Detlef Kletzin/Karl-Dietrich Diers)      |
| 1954     | 1. BSG Einheit Berliner Bär (Benno Funda, Fritz Jährling, Heinz Sippli, Rudi Kirchhoff, Werner Gallinge, Werner Malitz) 2. BSG Rotation Berlin (Heinz Jakob, Günter Teske, Detlef Zabel, Horst Beuster, Dietrich Hindemith, Lothar Wagner) 3. SC Rotation Leipzig (Martin Naumann, Gerhard Löffler, Rolf Töpfer, Helmut Zirngibl, Dieter Nestler, Erich Barth)                | 1975 | SC Karl-Marx-Stadt (Joachim Vogel/Lothar Pfuhl/Peter Lantzsch/Thomas Schneider)                        |
| 1955     | SC Einheit Berlin (Benno Funda, Fritz Jährling, Rudi Kirchhoff, Werner Malitz, Horst Tüller, Wittig) | 1976 | SC Karl-Marx-Stadt (Joachim Vogel/Lothar Pfuhl/Günter Kubasch/Thomas Schneider)                        |
| 1956     | SC Wismut Karl-Marx-Stadt (Lothar Meister I, Lothar Meister II, Johannes Schober, Helmut Stolper, Bernhard Trefflich, Reichmann) | 1977 | ASK Vorwärts Frankfurt/O (Karl-Dietrich Diers/Gerhard Lauke/Detlef Kletzin/Ulrich Borrmann)            |
| 1957     | SC DHfK Leipzig (Wolfgang Grabo, Erich Hagen, Roland Henning, Gustav-Adolf Schur, Rolf Töpfer, Helmut Zirngibl) | 1978 | ASK Vorwärts Frankfurt/O (Detlef Kletzin/Thilo Fuhrmann/Ulrich Borrmann/Mathias Vierke)                |
| 1958     | SC DHfK Leipzig (Schur/Hagen/Eckstein/Lörke/Henning/Grabo) | 1979 | ASK Vorwärts Frankfurt/O (Falk Boden/André Kluge/Mathias Vierke/Volker Schondau)                       |
| 1959     | SC Rotation Leipzig (Adler/Höhne/Burek/Appelt) | 1980 | SC Karl-Marx-Stadt (Peter Scheibner/Joachim Vogel/Holger Müller/Andreas Neuer)                         |
| 1960     | SC Wismut Karl-Marx-Stadt (Weißleder/Schober/Härtel/Wiedemann) | 1981 | SC DHfK Leipzig (Petermann/Goetze/Raab/Straubel)                                                       |
| 1961     | SC Dynamo Berlin (Appler/Scheibner/Müller/Brüning) | 1982 | SC Cottbus (Drogan/Münnich/Jesse/Ernst)                                                                |
| 1962     | SC Dynamo Berlin (Appler/Scheibner/Müller/Brüning) | 1983 | SC Cottbus (Ernst/Gloßmann/Jesse/Perka)                                                                |
| 1963     | SC Dynamo Berlin (Appler/Scheibner/Müller/Brüning) | 1984 | SC DHfK Leipzig (Herzog/Schur/Wittek/Grosser)                                                          |
| 1964     | SC Dynamo Berlin (Maleska/Müller/Klawohn/Peschel) | 1985 | SC DHfK Leipzig (Ampler/Lux/Raab/Schur)                                                                |
| 1965     | ASK Vorwärts Leipzig (Hoffmann/Höhne/Lingner/Kellermann) | 1986 | SC Turbine Erfurt (Lendt/Schmidt/Zeidler/Landsmann)                                                    |
| 1966     | SC Dynamo Berlin (Appler/Butzke/Müller/Peschel) | 1987 | SC Turbine Erfurt (Kummer/Rauch/Lendt/Schmidt)                                                         |
| 1967     | ASK Vorwärts Leipzig (Gonschorek/Hoffmann/Lingner/Richter) | 1988 | ASK Vorwärts Frankfurt/O (Bredow/Prix/Radtke/Schönherr)                                                |
| 1968     | SC Karl-Marx-Stadt (Dertz/Huster/Steiner/Voigtländer) | 1989 | SC DHfK Leipzig (Dietz/Lux/Raab/Schur)                                                                 |
| 1969     | SC DHfK Leipzig (Ampler/Knispel/Mickein/Horst Wagner) | 1990 | |

### Frauen

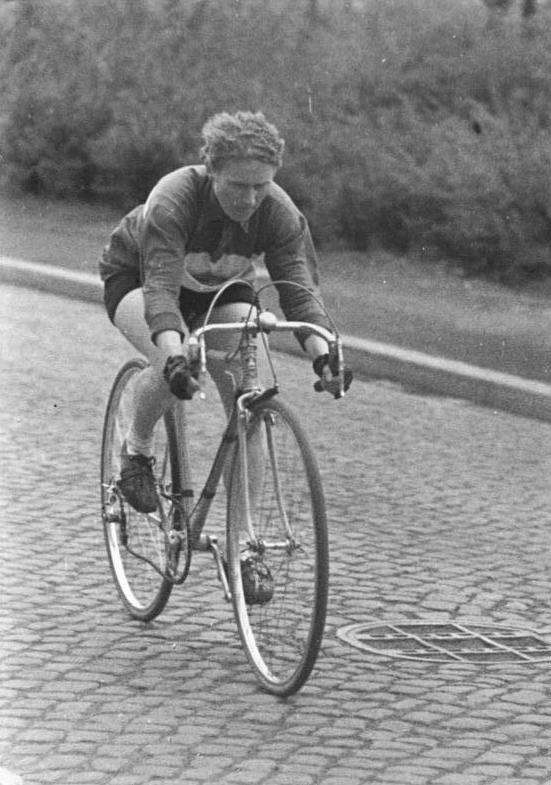
1956 wurde Elfriede Vey erste DDR-Meisterin im Straßenrennen

| Jahr | Straßenmeisterin   | Jahr | Straßenmeisterin   |
| ---- | ------------------ | ---- | ------------------ |
| 1956 | Elfriede Vey       | 1974 | Sylvia Will        |
| 1957 | Elfriede Vey       | 1975 | Andrea Fischer     |
| 1958 | Elfriede Vey       | 1976 | Andrea Fischer     |
| 1959 | Karin Hänsel       | 1977 | Andrea Fischer     |
| 1960 | Karin Hänsel       | 1978 | Andrea Fischer     |
| 1961 | Elisabeth Eichholz | 1979 | Heidi Klawitter    |
| 1962 | Elisabeth Eichholz | 1980 | Heidi Klawitter    |
| 1963 | Andrea Elle        | 1981 | Heidi Klawitter    |
| 1964 | Elisabeth Eichholz | 1981 | Heidi Klawitter    |
| 1965 | Elisabeth Eichholz | 1982 | Heidi Klawitter    |
| 1966 | Hannelore Mattig   | 1983 | Heidi Klawitter    |
| 1967 | Hannelore Mattig   | 1984 | Gabi Roestel       |
| 1968 | Renate Damm        | 1985 | Michaela Schiemenz |
| 1969 | Renate Damm        | 1986 | Petra Rossner      |
| 1970 | Renate Damm        | 1987 | Petra Rossner      |
| 1971 | Renate Damm        | 1988 | Angela Kindling    |
| 1972 | Renate Damm        | 1989 | Petra Rossner      |
| 1973 | Uta Spott          | 1990 | Gabi Roestel       |

## Anmerkung
(1) Ostzonen-Meisterschaft